# Retraducción
Retraducción se refiere a la acción de "traducir una obra que anteriormente fue traducida a la misma lengua" o también puede referirse al texto en sí que fue retraducido. La retraducción de la literatura clásica y de los textos religiosos es muy frecuente. La retraducción puede darse por muchas razones, por ejemplo: para actualizar un lenguaje obsoleto, para mejorar la calidad de la traducción, para dar cuenta de una edición revisada del texto fuente o porque el traductor quiere presentar una interpretación nueva o una respuesta creativa a un texto. Esto es más común en poesía y teatro. 
Lawrence Venuti, estudioso de la traducción, ha argumentado que textos con gran autoridad cultural, tales como "la Biblia, [...] las épicas Homéricas, la Divina Comedia, de Dante, las obras de Shakespeare, o Don Quijote de la Mancha, de Cervantes, probablemente motivan la retraducción debido a que los diferentes lectores de la cultura de llegada pueden tener interpretaciones distintas y aplicar sus propios valores al texto."
La retraducción es frecuente en subtitulaje, pero es menos común en doblaje y la respuesta de los espectadores no siempre es positiva.

## Diferentes usos del término
El término "retraducción" ha sido empleado con diferentes significado, incluido el de traducción indirecta, también conocida como traducción de relevo, en la que un texto es traducido a una lengua y esa traducción es traducida a una segunda lengua. En estudios de traducción, el significado aceptado es el de una traducción nueva a la misma lengua de llegada de una obra anteriormente traducida.

## Hipótesis de la retraducción
En un número de 1990 de la revista de traducción Palimpsestes, Paul Bensimon y Antoine Berman postulan lo que se conoce como la "hipótesis de la retraducción". Los autores argumentan que la primera traducción de un texto a una lengua dada tiende a adaptar el texto a las normas y convenciones de la lengua y cultura de llegada, mientras las traducciones más tardías tienden a apegarse más al original, porque si un texto se traduce de nuevo se debe a que su status en la cultura de llegada ha incitado una segunda traducción o incluso más.
La hipótesis se ha puesto a prueba por distintos académicos, quienes han sugerido que es demasiado simplista. En un artículo sobre la retraducción en Finlandia, Paloposki y Koskinen argumentan que a pesar de que muchas retraducciones se acomodan al modelo de Berman y Bensimon, "no hay cualidades inherentes en el proceso de retraducción que dicten un movimiento de estrategias domesticantes hacia estrategias más extranjerizantes".

## Retraducciones reconocidas
La primera traducción de H. M. Parshley en 1953 del libro de 1949 de Simone de Beauvoir, El Segundo Sexo (Le Deuxième Sexe), ha sido muy criticada. Una traducción nueva hecha por Constance Borde y Sheila Malovany-Chevalier apareció en 2009 y fue recibida por muchos críticos como una representación más precisa del texto de Beauvoir. Sin embargo, como algunos expertos han señalado, cuando una traducción ha tenido una gran influencia, puede ser difícil argumentar que de alguna manera es un fracaso. Sin embargo, Berman menciona en un artículo de 1990 que cada traducción tiene su kairós, es decir, su "momento favorable", que igualmente aplica a las retraducciones y se refiere a que "en un momento dado de la Historia, las obras ceden su resistencia a la traducción y se vuelve posible introducir su significado en otra lengua".
Muchas novelas rusas clásicas han sido traducidas varias veces; en años recientes Richard Pevear y Larissa Volokhonsky han producido retraducciones bien recibidas de obras que incluyen Los Hermanos Karamazov  y El Idiota, de Dostoyevski, así como Guerra y Paz y Anna Karenina, de León Tolstói. Las traducciones de novelas rusas son a menudo comparadas con las versiones tempranas de Constance Garnett, consideradas influyentes, pero ampliamente criticadas.
Una traducción nueva de los Cuentos de Hadas de los hermanos Grimm apareció en 2014, con el título The Original Folk and Fairy Tales of the Brothers Grimm, publicada por Princeton University Press. El editor y el traductor fue Jack Zipes, quien incluyó las 156 historias de las primeras ediciones de 1812 y 1915, muchas del cuales fueron omitidas en ediciones y traducciones posteriores debido a su contenido perturbador. La traducción nueva reveló hasta qué grado las traducciones anteriores habían sido censuradas o se basaban en textos fuente censurados.
Hay otros casos en los que los retraductores se enfrentan con traducciones consideradas canónicas, ya sea por la importancia del texto o por el renombre del traductor. Vemos que hay traducciones de algunas obras que son llevadas a cabo por escritores con gran renombre, como el caso de las traducciones que Baudelaire hizo de los relatos de Edgar Allan Poe. En este caso, la traducción de Baudelaire sirvió para dar difusión y reconocimiento en Francia al trabajo del escritor estadounidense. Sin embargo, "si Baudelaire se mantuvo fiel a la forma [de los textos de Poe], por el contrario, se toma algunas libertades en cuanto al sentido, sin duda la razón más frecuente es por ignorancia". A pesar de que estas traducciones mantienen cierta vigencia por su relevancia o, en este caso, porque el acercamiento de Baudelaire a la obra de Poe tuvo una influencia notable en su propia escritura, también obligan a la retraducción como medio de corregir las omisiones que en otros casos se presentaron.

## Retraducciones en otros medios de comunicación
La película sueca de 2008 Déjame entrar (en sueco: Låt den rätte komma in) se lanzó en DVD en los Estados Unidos con subtítulos diferentes de los que se vieron en las salas de cine. Esto llevó a un número de quejas y los subtítulos de cine se restauraron para las ediciones posteriores del DVD.
Guardianes de la noche, película de Timur Bekmambetov de 2004, se exhibió en cines con subtítulos diseñados especialmente para combinarse con la acción. Cuando la cinta salió en DVD, algunos espectadores se decepcionaron al darse cuenta de que esos subtítulos fueron remplazados por otros con un formato convencional.
El subtitulador Lenny Borger ha resubtitulado varios clásicos franceses para Rialto Pictures, incluidos La gran ilusión, Rififí y Les enfants du paradis (Los niños del paraíso). Sobre esta última, Borger ha dicho que "es como dicen sobre las traducciones de la gran literatura: cada generación nueva debería tener una traducción nueva."